# César Fernando Silvera
César Fernando Silvera Fontela (Montevideo, 7 maggio 1971) è un ex calciatore uruguaiano, di ruolo centrocampista.